# البكارة الهمامدة (الحشاشدة)
البكارة الهمامدة هو دُوَّار يقع بجماعة صخور الرحامنة، إقليم الرحامنة، جهة مراكش آسفي في المملكة المغربية. ينتمي الدوّار لمشيخة الحشاشدة التي تضم 12 دوار. يقدر عدد سكانه بـ 365 نسمة حسب الإحصاء الرسمي للسكان والسكنى لسنة 2004.

## روابط خارجية
- البوابة الوطنية للجماعات الترابية
- المندوبية السامية للتخطيط